# Nicholaus

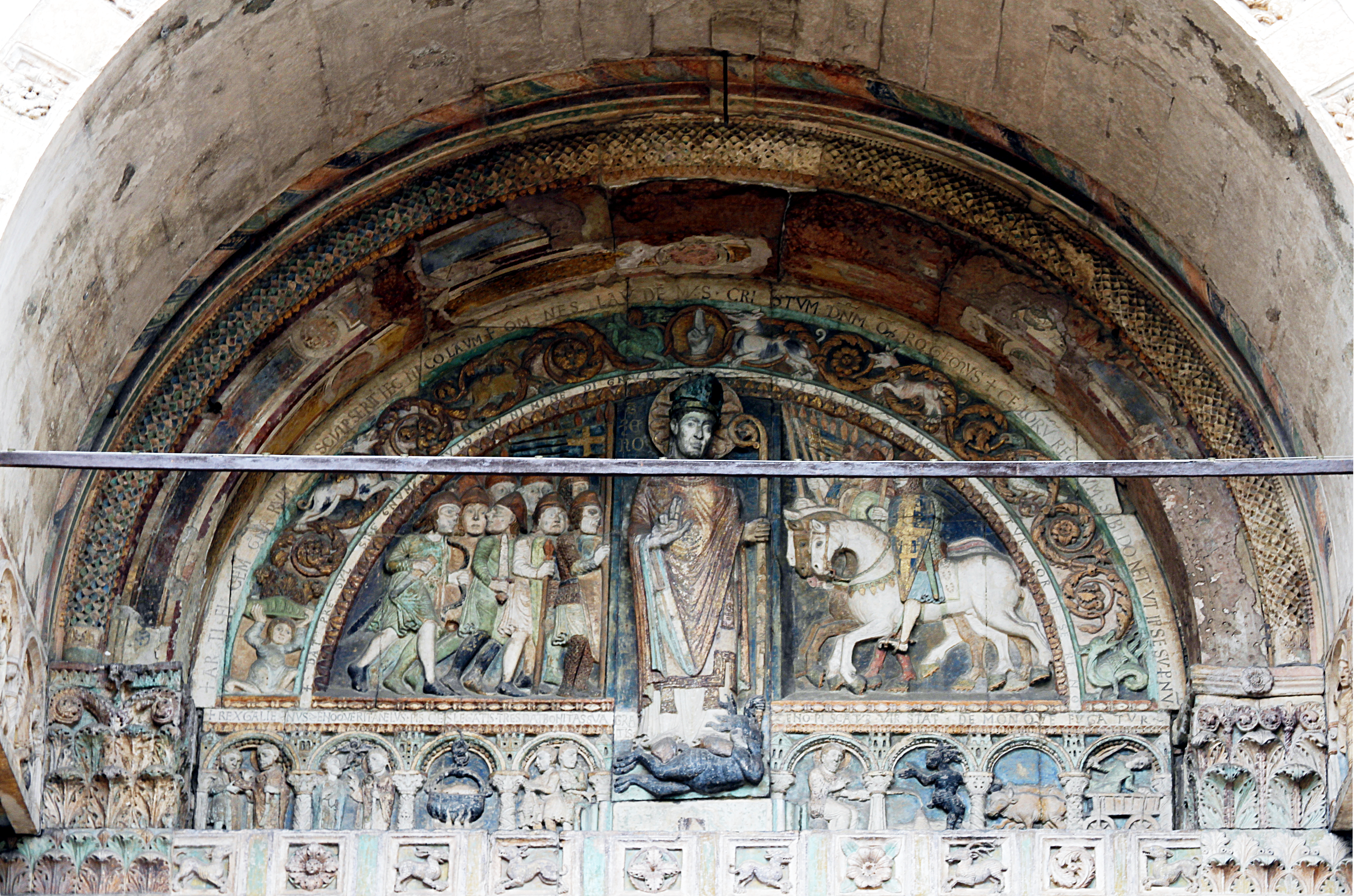
La luneta de la basílica de San Zeno, Verona.

El escultor conocido con el nombre de Nicholaus o Niccolò (Nicolás) trabajó durante los años 1122 y 1139 y se cuenta entre los principales maestros italianos del románico. Alumno o conocedor de Wiligelmo de Módena, fue el primer maestro del que se conoce un corpus de obras firmadas, cinco, que permiten reconstruir sus traslados a través de Italia septentrional.

## En Piacenza
La primera obra firmada es de 1122 y consiste en el portal derecho de la fachada de la Catedral de Piacenza, donde se representan las Historias de Cristo en el arquitrabe, mientras que en el arquivolta presenta temas vegetales y geométricos (la luneta no tiene esculturas, según la costumbre italiana más arcaica). Su estilo se caracteriza por una narración eficaz, pero de relieve más bien deforme, que se balancea con una mayor atención a los detalles y un deje casi pictórico. Este estilo fue ampliamente imitado en Piacenza, como por ejemplo, por los artistas anónimos que realizaron Formelle dei Paratici, en la nave central de la basílica: una representación de los gremios de artes y trabajos que habían financiado la construcción de la catedral.

## En la Sacra di San Michele
El segundo testimonio de Nicholaus se encuentra en la Sacra di San Michele, en Val di Susa, Piamonte, donde trabajó entre el 1120 y el 1130. Se encuentra allí un pórtico altísimo de varios pisos, desde el cual se puede acceder al Scalone dei Morti, llamado así porque antiguamente estaba rodeado de tumbas. Allí se pueda contemplar la Porta dello Zodiaco, con las impostas decoradas por relieves de los signos zodiacales, que en aquel entonces eran un modo de representar el correr del tiempo (por tanto, una especie de recuerdo de la muerte). En estos relieves similares a los de los pueblos fantásticos en la Porta dei Prìncipi de Módena se pueden apreciar influencias del linearismo de la escultura tolosana francesa.

## En Ferrara

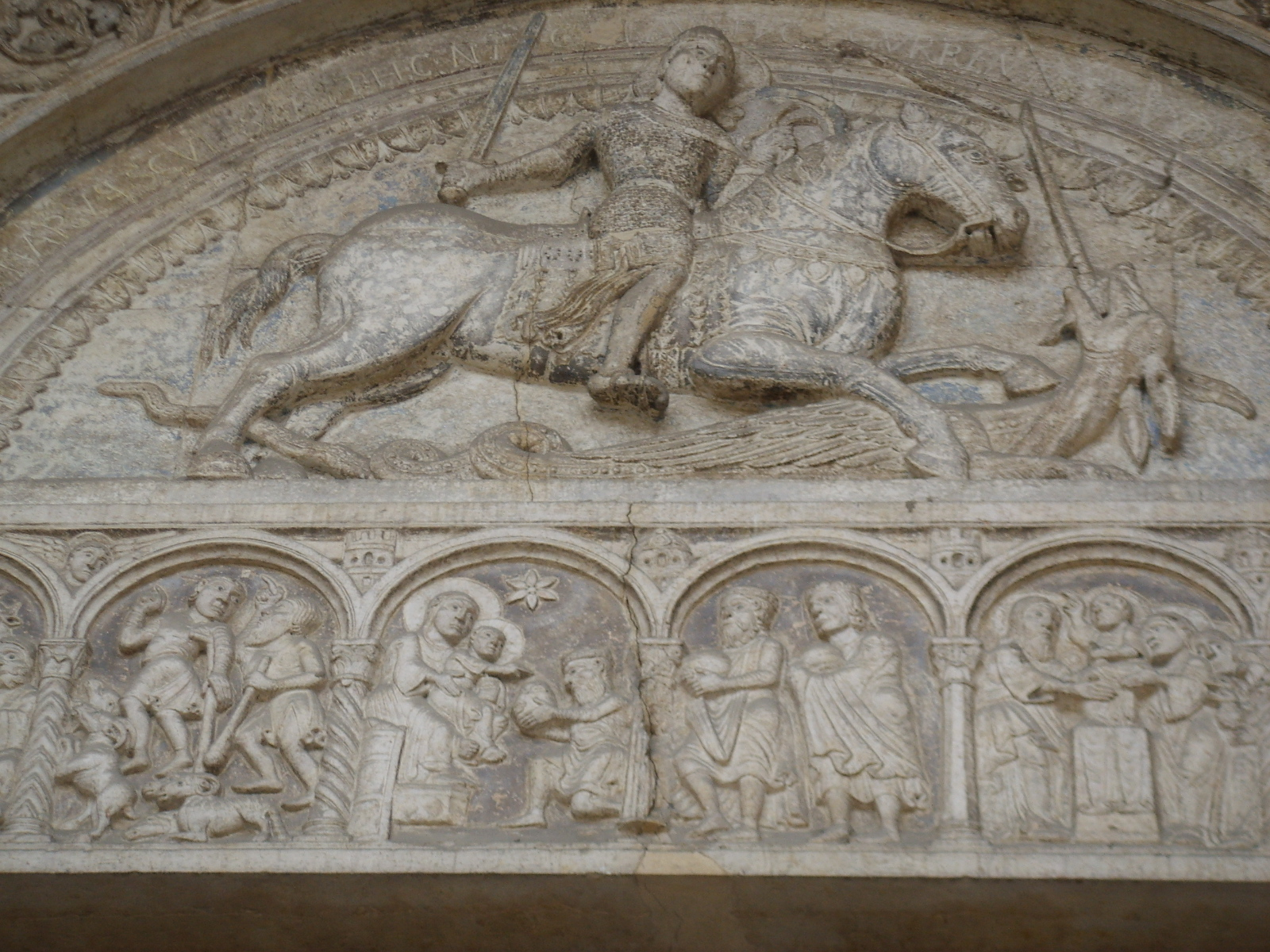
Luneta de San Jorge, Ferrara.

En 1135 Niccolò se encontraba en la Catedral de Ferrara para trabajar de nuevo en un protiro, donde por primera vez se esculpió también el tímpano, como se hacía ya desde hace un par de decenios en Francia. Esculpió la Estatua de San Jorge, protector de Ferrara, y las Escenas del Nuevo Testamento.

## En Verona

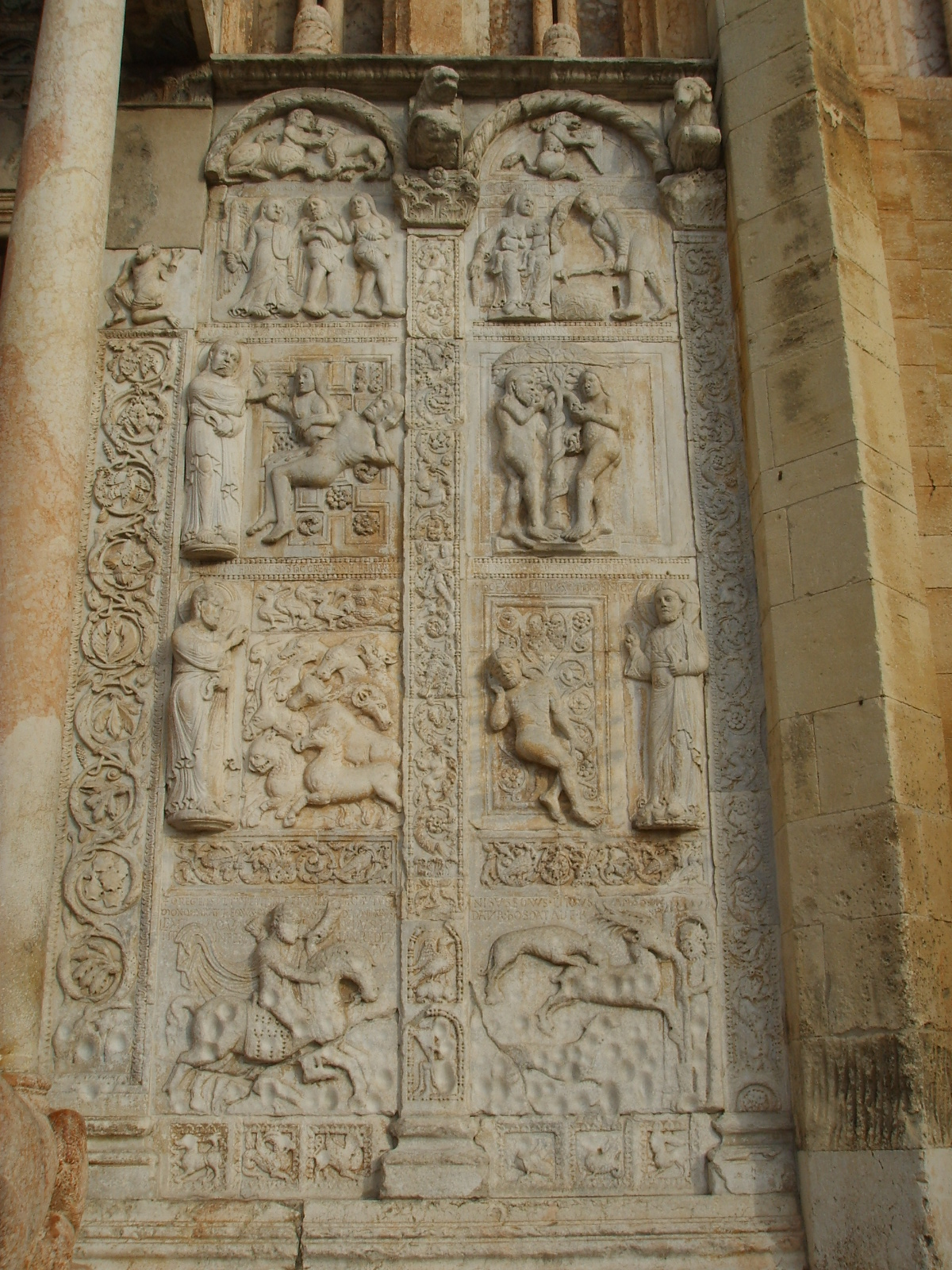
Paneles de la basílica de san Zeno.

En 1138 estaba en la Basílica de San Zeno en Verona, todavía trabajando en un tímpano, del que se puede apreciar la policromía. Dentro, en la luneta hay algunas escenas dedicadas a la historia de la ciudad en aquellos tiempos. Está la consagración de la comuna veronesa libre finalmente de la servidumbre feudal hacia el imperio alemán. En el centro de la luneta se encuentra una representación de san Zeno que bendice mientras pisa al demonio que simboliza al paganismo derrotado, es símbolo también del poder imperial identificado con el mal. A los lados de san Zeno, a la derecha están los representantes de la nobleza veronesa y de las familias de comerciantes a caballo (los equites) y a la izquierda los representantes del pueblo y de los militares. San Zeno, en la escena, está entregando una bandera a los veroneses, una especie de investidura de derivación sagrada, el fresco está acompañado por un escrito en latín: “El obispo da al pueblo una bandera digna de ser defendida / San Zeno da la bandera con corazón sereno”. Bajo la luneta hay algunos bajorrelieves que representan los milagros realizados por san Zeno: el exorcismo de la hija de Galieno, un hombre salvado mientras caía al Adige, los peces que donaba.
Quizás son también obras suyas o de sus discípulos las escenas de los paneles de la derecha del portal:
- Rey Teodorico a caballo y el ciervo que lo guía al infierno.
- Escenas del Génesis, derivadas de las de Wiligelmo en la Catedral de Módena.
  - Dios crea a los animales, a Adán y a Eva.
  - El pecado original
  - La expulsión del paraíso
  - La condena al trabajo
- Sobre las cariátides un león y un toro, un centauro y un perro que tocan instrumentos musicales.

Finalmente en el año 1139 encontramos sus obras en la Catedral de Verona: una Virgen en el trono, una Anunciación y una Adoración de los Reyes Magos siempre en el portal.